# Leonard Meldert
Leonard Meldert (overleden 8 april 1610 te Orvieto) was een Franco-Vlaamse componist, organist en kapelmeester uit de 16e eeuw.
Zijn oorsprong is ook in de 21e eeuw nog onduidelijk (gegevens 1 maart 2021). De ene bron vermeldt Luik of Prinsbisdom Luik, de andere vermoedt dat zijn naam gerelateerd kan zijn aan Meldert in Limburg, Oost-Vlaanderen of West Brabant. Een en ander wordt bemoeilijkt omdat Meldert zijn naam nog wel eens aanpaste aan de omgeving waar hij werkte. Het vermoeden bestaat dat hij een leerling is van Orlando di Lasso want beiden verbleven rond 1568 enige tijd aan het Beijerse hof in München. Echter zijn eerste teken van muzikaal leven werd teruggevonden in 1569 toen uitgever Girolamo Scotto een uitgave verzorgde van een vijfstemmig madrigaal Duolsi Giunom aver piu lume in de bundel Musica de Virtuosi della florida Capella dell’Illustrissimo ed Eccellentissimo Signo Duca di Baviera (duca di Baviera betekent Hertog van Beieren). Ook in 1570 verscheen werk van hem; dit maal een motet Erat Qusedam foemina in de bundel Disieme livre de chansons a quatre parties d’Orland de Lassus et autres, uitgegeven in Parijs. Van 1571 tot 1574 was hij werkzaam aan het hof van Guidobaldi II della Rovere. Wanneer die overlijdt houdt zijn zoon Francesco Maria II della Rovere grote schoonmaak in de hofkapel, waarbij financiële en politieke motieven voor ontslagen werden aangevoerd. Men schat in dat Meldert emplooi vond bij Giulio Feltrio della Rovere, kardinaal van Urbino, maar ook aartsbisschop van Ravenna. (Giulio was de broer van Guidobaldo). Meldert zou zijn Primo libro di madrigali a 5 voci aan Giulio opdragen. Ook zag Meldert in Giulio een mogelijke terugkeer naar het hof. Een huwelijkslied (Coppia rara e gentile) in het boek is geschreven voor het huwelijk van Francesco Maria en Lucrezia d’Este in 1570. Meldert had met beide families een muzikale binding, Lucrezia was beschermvrouwe van bijvoorbeeld componist Luzzasco Luzzaschi met wie Meldert muzikaal contact had. Meldert had daarbij enige invloed op Luzzaschi zoals teruggevonden werd in diens Terzo libro di madrigali a 5 voci uit 1582. Het huwelijk was toen als zes jaar ontbonden. Toch bleef Meldert in Urbino, was er tussen 1581 tot 1590 kapelmeester van de plaatselijke kathedraal en toonzette het gedicht Tirsi morir volea van Giovanni Battista Guarini. Zijn sporen leidden vervolgens naar Orvieto, waar hij op 1 april 1590 aantrad als kapelmeester van de kathedraal daar en van 22 september 1593 tot 3 maart 1594 ook organist en dirigent was. Zijn Madrigal Cresci bel verde werd opgenomen in de collectie Il Lauro verde, dat gezien wordt als een belangrijke collectie aan polyfonische muziek. Zijn Magnificat werd rond 1603 opgenomen in de Codex 24, die gevonden werd in het muziekarchief van de Dom van Milaan. Daaraan werden in 1604 drie missen toegevoegd; twee in de Franco-Vlaamse stijl en een in de stijl voorgeschreven door het Concilie van Trente. Behalve dat er werk in Milaan is teruggevonden, was dat ook het geval in het muziekarchief van de kathedraal van Orvieto. Madrigal il felici ora ch’Orfeo werd opgenomen in de bundel Sonetti nova sopral e villed i Frascati; dit madrigaal is opgedragen aan Felice Anerio van de Sixtijnse Kapel.
Meldert stierf op 8 april 1610 in Orvieto, zijn vrouw Laura Mazzante en stiefzonen Alisandro en Luca achterlatend.